# Saint-Germain-sur-Renon
Saint-Germain-sur-Renon ist eine französische Gemeinde im Département Ain in der Region Auvergne-Rhône-Alpes. Sie gehört zum Kanton Châtillon-sur-Chalaronne im Arrondissement Bourg-en-Bresse.

## Lage
Die Gemeinde Saint-Germain-sur-Renon liegt an den Flüssen Renon und Chalaronne im Norden der Seenlandschaft Dombes, etwa 20 Kilometer südwestlich von Bourg-en-Bresse. Sie grenzt im Nordwesten an Saint-Georges-sur-Renon, im Norden an Saint-André-le-Bouchoux, im Osten an Saint-Paul-de-Varax, im Süden an Marlieux und im Westen an La Chapelle-du-Châtelard.

## Bevölkerungsentwicklung
| Jahr                       | 1962 | 1968 | 1975 | 1982 | 1990 | 1999 | 2006 | 2016 | 2021 |
| -------------------------- | ---- | ---- | ---- | ---- | ---- | ---- | ---- | ---- | ---- |
| Einwohner                  | 190  | 177  | 148  | 152  | 190  | 215  | 240  | 235  | 257  |
| Quellen: Cassini und INSEE |      |      |      |      |      |      |      |      |      |

## Sehenswürdigkeiten
- Kirche Saint-Germain, Monument historique

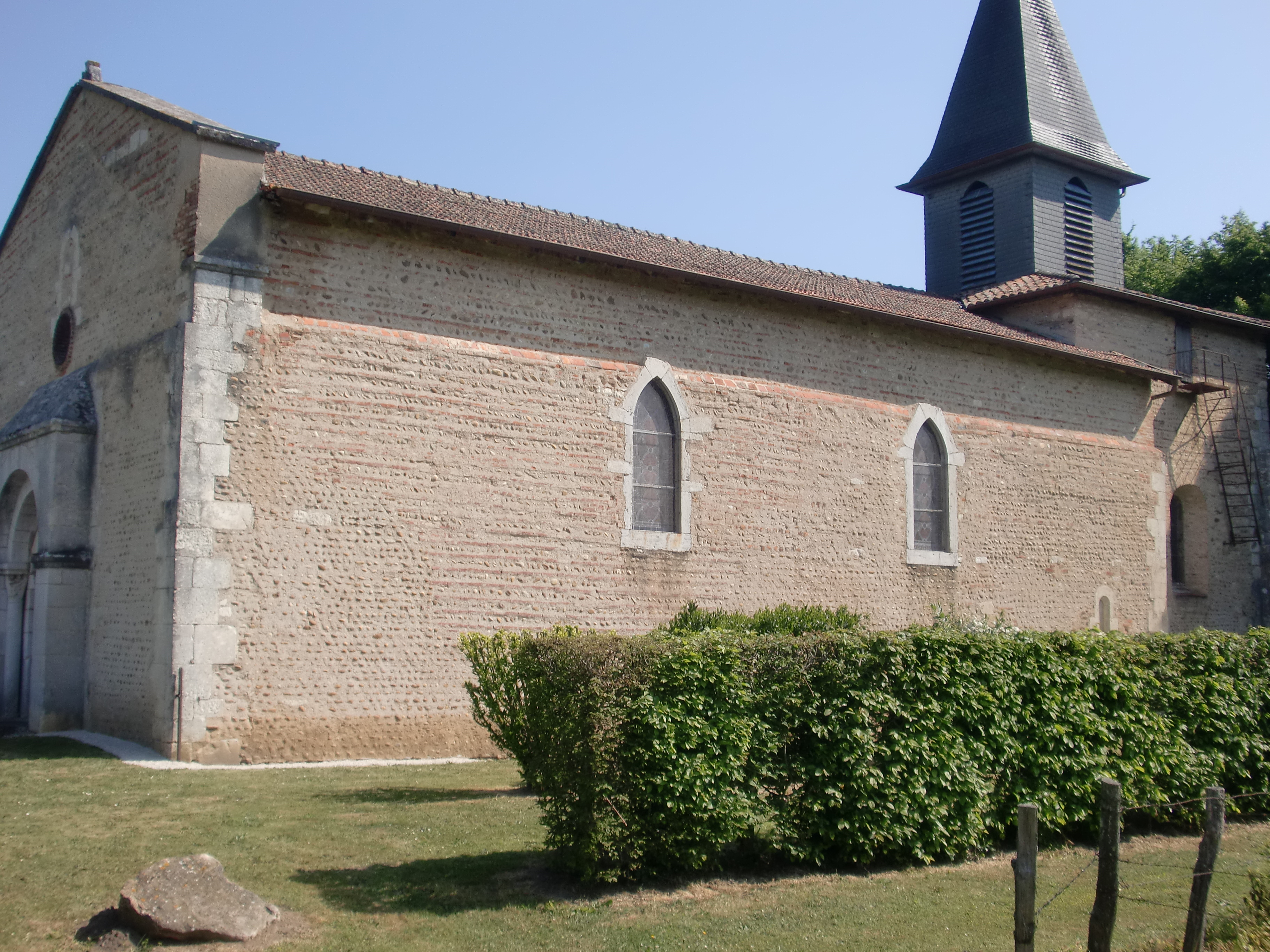
Kirche Saint-Germain
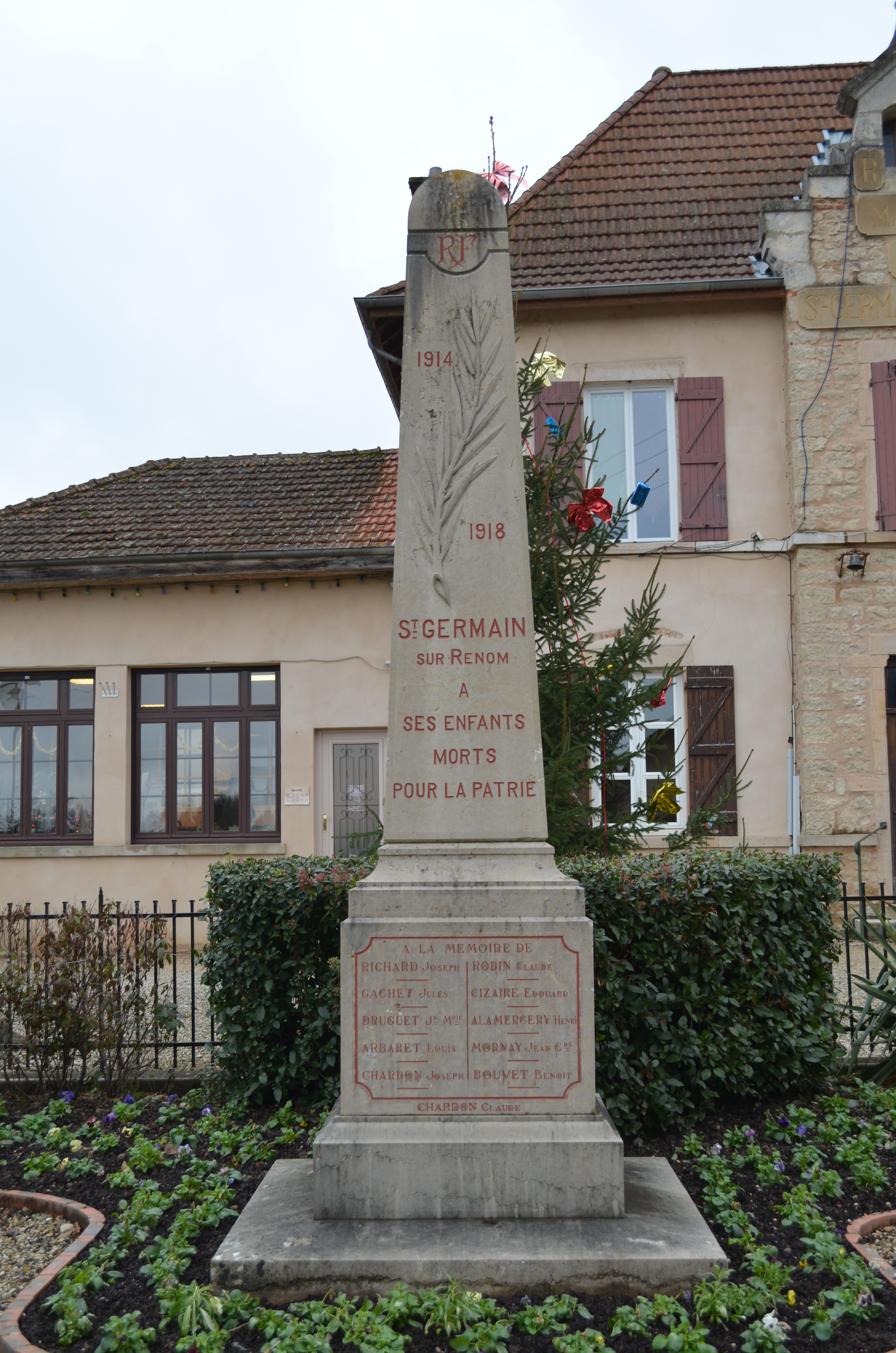
Gefallenendenkmal
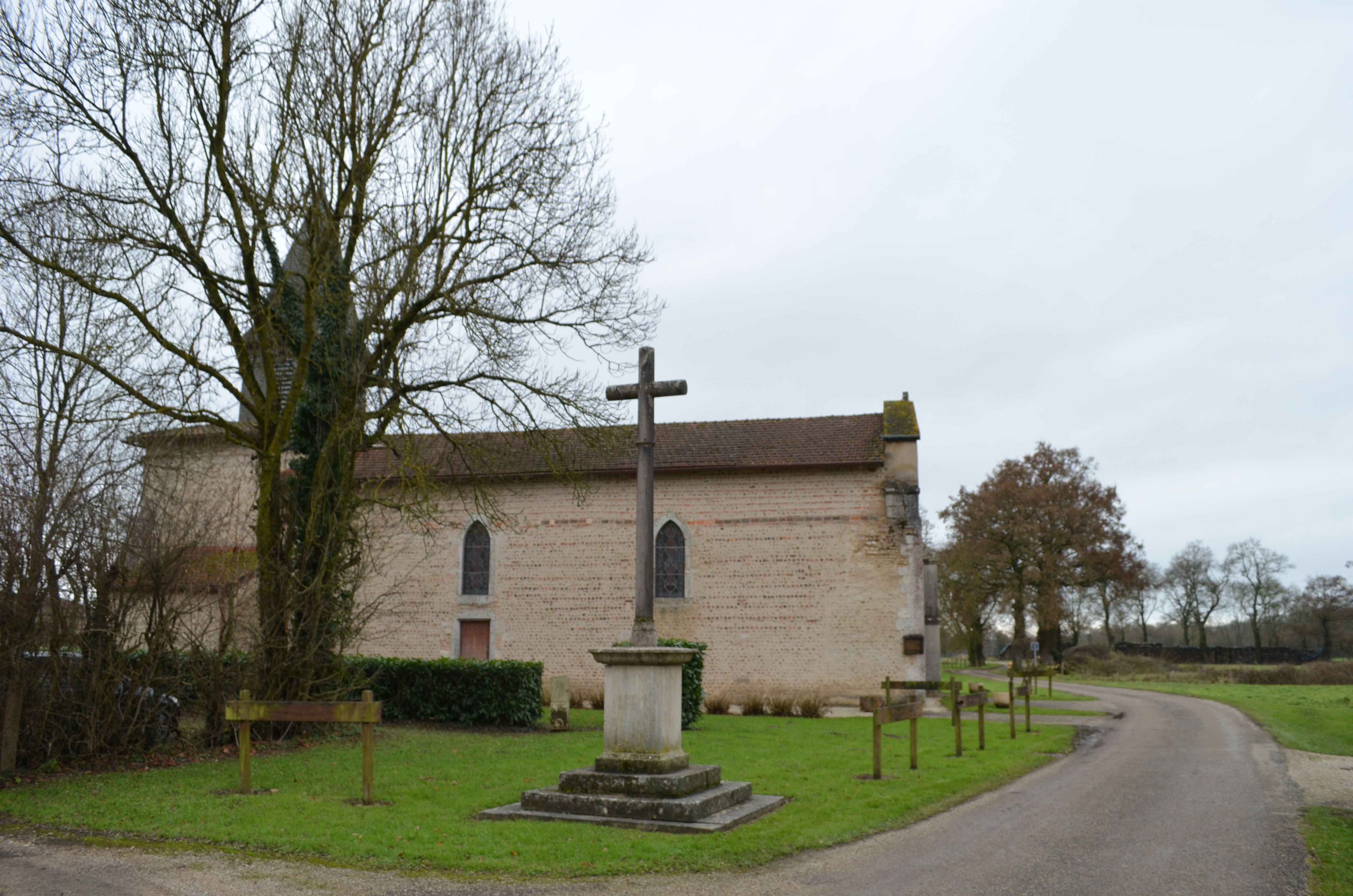
Flurkreuz nahe der Kirche Saint-Germain
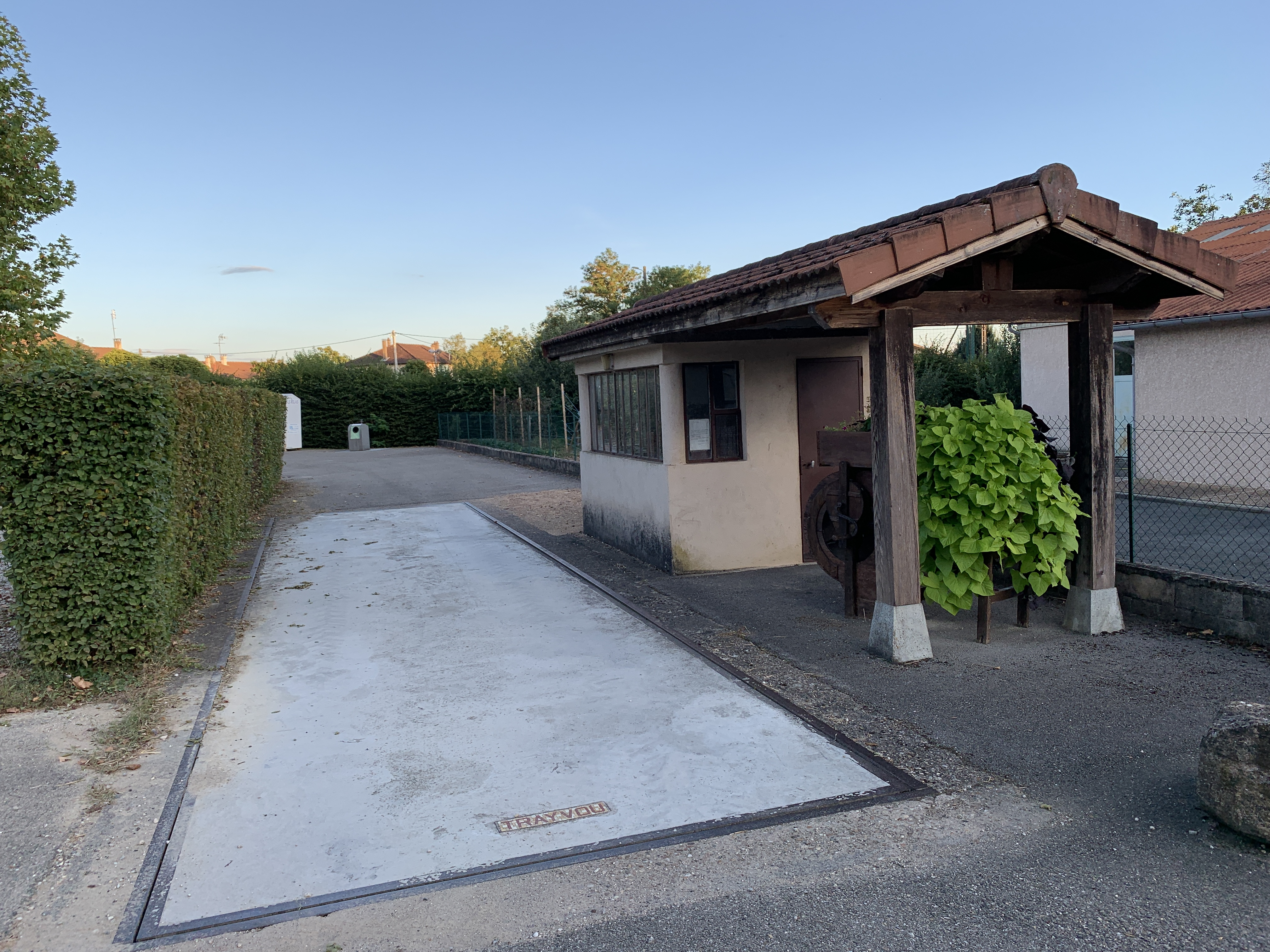
Ehemalige öffentliche Waage